# 종촌동
종촌동(宗村洞)은 세종특별자치시에 설치된 동이다. 행정중심복합도시 1-3 생활권에 해당한다. 1생활권 광역복지지원센터 등이 이 곳에 위치하고 있다. 마을명은 가재마을이다.

## 연혁
- 2012년 7월 1일 : 세종특별자치시 출범 및 종촌동 신설, 한솔동에 속함.
- 2014년 2월 10일 : 한솔동의 5개 동이 도담동으로 분동, 도담동에 속함.[1]
- 2015년 1월 26일 : 도담동의 3개 동이 아름동으로 분동, 아름동에 속함.[2]
- 2016년 4월 18일 : 아름동에서 행정동 종촌동이 분동. 법정동 종촌동을 관할함.[3]

## 관할 법정동
| 법정동  | 행정통     | 생활권     | 옛 행정 구역                                    | 비고                |
| ------- | ---------- | ---------- | ----------------------------------------------- | ------------------- |
| 종촌동  | 종촌1~21통 | 1-3 생활권 | 연기군 남면 고정리·종촌리, 공주시 장기면 제천리 | 종촌동 행정복지센터 |
| 1법정동 | 21통       |            |                                                 |                     |

## 지명 유래
- 1914년 일본이 행정구역을 개편하면서 낮은 산 등성이에 위치했던 자연부락 밀마루[4]의 이름을 한자로 옮긴데서 유래했다. 2012년 6월 30일까지 충청남도 연기군 남면 종촌리와 고정리 일부, 공주시 장기면 제천리 일부였다. 이로 인해 옛 종촌리와 현재의 종촌동의 위치는 조금 다르다.
- 이 지역 고유어 전래명칭 ‘멍에두들, 웃말, 가재, 웃뜸, 큰말’ 중에서 조음의 효율성을 고려하여 ‘가재골’을 활용함.
- 가재(골)[마을]: 고정리에 위치한 골짜기이며, ‘마을의 중심에서 한쪽 가장자리에 있는 골짜기’를 의미

## 교통
동 서쪽으로 1번국도가 지나가며 남쪽으로는 조치원에서 합류된 36번국도가 이 곳에서 공주 방면으로 분기한다.

## 교육
- 다빛초등학교
- 종촌초등학교
- 종촌중학교
- 종촌고등학교

## 기관
- 종촌동 복합커뮤니티센터

## 문화
- CGV 세종

## 복지
- 1생활권 광역복지지원센터

## 주거
| 단지명                                    | 건설사   | 시행사                          | 주소        | 입주        | 비고 |
| ----------------------------------------- | -------- | ------------------------------- | ----------- | ----------- | ---- |
| 가재마을 3단지 중흥S-클래스 에듀타운      | 중흥건설 | ㈜중봉건설                      | 도움3로 159 | 2015년 2월  |      |
| 가재마을 7단지 중흥S-클래스 센텀파크 1차  | 중흥건설 | ㈜중흥산업개발 ㈜제이원산업개발 | 달빛로 77   | 2014년 10월 |      |
| 가재마을 12단지 중흥S-클래스 센텀파크 2차 | 중흥건설 | 중흥건설                        | 달빛로 80   | 2015년 2월  |      |
| 가재마을 2단지 호반베르디움               | 호반건설 | ㈜티에스주택                    | 달빛1로 39  | 2014년 11월 |      |
| 가재마을 9단지 한신휴플러스 리버파크      | 한신공영 | 세종주민주택조합                |             | 2014년 4월  |      |
| 가재마을 11단지 한신휴플러스              | 한신공영 | 한신공영                        |             | 2013년 11월 |      |

## 같이 보기
- 세종특별자치시
- 아름동
- 도담동
- 한솔동